# Italië op de Olympische Zomerspelen 2008
Italië nam deel aan de Olympische Zomerspelen 2008 in Peking, China. Italië debuteerde op de Zomerspelen in 1896 en deed in 2008 voor de 25e keer mee. Ten opzichte van de vorige editie werden vier medailles ingeleverd. Twee gouden, een zilveren en een bronzen. Opvallend is dat bij de laatste vier edities Italië telkens één plaats is gezakt in het medailleklassement, waarbij het nu op de negende plaats staat.

## Medailleoverzicht
| Sport        | Olympiër                                                                  | Discipline               | Medaille |
| ------------ | ------------------------------------------------------------------------- | ------------------------ | -------- |
| Atletiek     | Alex Schwazer                                                             | 50km snelwandelen (m)    | Goud     |
| Boksen       | Roberto Cammarelle                                                        | +91kg (m)                | Goud     |
| Judo         | Giulia Quintavalle                                                        | -57kg (v)                | Goud     |
| Schermen     | Matteo Tagliariol                                                         | degen (m)                | Goud     |
| Schermen     | Valentina Vezzali                                                         | floret (v)               | Goud     |
| Schietsport  | Chiara Cainero                                                            | skeet (v)                | Goud     |
| Worstelen    | Andrea Minguzzi                                                           | -84kg Grieks-Romeins (m) | Goud     |
| Zwemmen      | Federica Pellegrini                                                       | 200m vrije slag (v)      | Goud     |
| Boksen       | Clemente Russo                                                            | -91kg (m)                | Zilver   |
| Boogschieten | Marco Galiazzo Ilario di Buò Mauro Nespoli                                | team (m)                 | Zilver   |
| Kanovaren    | Josefa Idem                                                               | K-1 500m (v)             | Zilver   |
| Roeien       | Luca Agamennoni Rossano Galtarossa Simone Raineri Simone Venier           | dubbel-vier (m)          | Zilver   |
| Schietsport  | Giovanni Pellielo                                                         | trap (m)                 | Zilver   |
| Schietsport  | Francesco D'Aniello                                                       | dubbeltrap (m)           | Zilver   |
| Taekwondo    | Mauro Sarmienta                                                           | -80kg (m)                | Zilver   |
| Zeilen       | Alessandra Sensini                                                        | mistral (v)              | Zilver   |
| Zwemmen      | Alessia Filippi                                                           | 800m vrije slag (v)      | Zilver   |
| Atletiek     | Elisa Rigaudo                                                             | 20km snelwandelen (m)    | Brons    |
| Boksen       | Vicenzo Picardi                                                           | -51kg (m)                | Brons    |
| Kanovaren    | Andrea Facchin Antonio Scaduto                                            | K-2 1000m (v)            | Brons    |
| Schermen     | Salvatore Sanzo                                                           | florer (m)               | Brons    |
| Schermen     | Stefano Carozzo Diego Confalonieri Alfredo Rota Matteo Tagliariol         | degen team(m)            | Brons    |
| Schermen     | Aldo Montana Diego Occhiazzi Giampiero Pastore Luigi Tarantino            | sabel team (m)           | Brons    |
| Schermen     | Margherita Granbassi                                                      | floret (v)               | Brons    |
| Schermen     | Margherita Granbassi Valentina Vezzali Ilaria Salvatori Giovanna Trillini | floret team (v)          | Brons    |
| Wielrennen   | Tatiana Guderzo                                                           | wegwedstrijd (v)         | Brons    |
| Zeilen       | Diego Romero                                                              | laser (m)                | Brons    |

- Davide Rebellin won één zilveren medaille maar deze werd hem ontnomen, omdat hij verboden middelen had gebruikt.

## Resultaten en deelnemers per onderdeel

### Atletiek
| Olympiër                                                           | Onderdeel                | Resultaat | Prestatie                                                                      |
| ------------------------------------------------------------------ | ------------------------ | --------- | ------------------------------------------------------------------------------ |
| Fabio Cerutti                                                      | 100m (m)                 | 43e       | serie 1: 5de in 10,49                                                          |
| Simone Collio                                                      | 100m (m)                 | 30e       | serie 3: 3de in 10,32 kwartfinale 2: 7de in 10,33                              |
| Claudio Licciardello                                               | 400m (m)                 | 23e       | serie 5: 3de in 45,25 halve finale 1: 8ste in 45,64                            |
| Christian Obrist                                                   | 1500m (m)                | 12e       | serie 4: 4de in 3.35,91 halve finale 1: 4de in 3.37,47 finale: 12de in 3.39,87 |
| Matteo Villani                                                     | 3000m steeplechase (m)   | DNF       | serie 1: niet gefinisht                                                        |
| Fabio Cerutti Simone Collio Emanuele di Gregorio Jacques Riparelli | 4x100m (m)               | DSQ       | serie 2: gediskwalificeerd                                                     |
| Ottaviano Andriani                                                 | marathon (m)             | 23e       | 2:16.10                                                                        |
| Stefano Baldini                                                    | marathon (m)             | 12e       | 2:13.25                                                                        |
| Ruggero Pertile                                                    | marathon (m)             | 15e       | 2:13.39                                                                        |
| Ivano Brugnetti                                                    | 20km snelwandelen (m)    | 5e        | 1:19.51                                                                        |
| Jean Jacques Nkouloukidi                                           | 20km snelwandelen (m)    | 37e       | 1:26.53                                                                        |
| Giorgio Rubino                                                     | 20km snelwandelen (m)    | 18e       | 1:22.11                                                                        |
| Diego Cafagna                                                      | 50km snelwandelen (m)    | DSQ       | gediskwalificeerd                                                              |
| Marco de Luca                                                      | 50km snelwandelen (m)    | 19e       | 3:54.47                                                                        |
| Alex Schwazer                                                      | 50km snelwandelen (m)    | Goud      | 3:37.09                                                                        |
| Andrew Howe                                                        | verspringen (m)          | 20e       | kwalificatie groep B: 10de met 7,81m                                           |
| Fabrizio Donato                                                    | hink-stap-springen (m)   | 21e       | kwalificatie groep A: 12de met 16,70m                                          |
| Andrea Bettinelli                                                  | hoogspringen (m)         | 14e       | kwalificatie groep A: 8ste met 2,25m                                           |
| Filippo Campioli                                                   | hoogspringen (m)         | 10e       | kwalificatie groep B: 5de met 2,25m finale: 10de met 2,20m                     |
| Alessandro Talotti                                                 | hoogspringen (m)         | 29e       | kwalificatie groep B: 13de met 2,20m                                           |
| Giuseppe Gibilisco                                                 | polsstokhoogspringen (m) | DNF       | kwalificatie groep B: 6de met 5,65m finale: geen geldige poging                |
| Hannes Kirchler                                                    | discuswerpen (m)         | 33e       | kwalificatie groep B: 16de met 56,44m                                          |
| Marco Lingua                                                       | kogelslingeren (m)       | DNF       | kwalificatie groep A: geen gedige poging                                       |
| Nicola Vizzoni                                                     | kogelslingeren (m)       | 13e       | kwalificatie groep B: 8ste met 75,01m                                          |
|                                                                    |                          |           |                                                                                |
| Anita Pistone                                                      | 100m (v)                 | 32e       | serie 3:' 2de in 11,43 kwartfinale 5: 6de in 11,56                             |
| Vincenza Calì                                                      | 200m (v)                 | 28e       | serie 5: 6de in 23,44 kwartfinale 3: 7de in 23,56                              |
| Libania Grenot Martinez                                            | 400m (v)                 | 10e       | serie 2: 1ste in 50,87 halve finale 3: 5de in 50,83                            |
| Elisa Cusma Piccione                                               | 800m (v)                 | 16e       | serie 6: 5de in 2.00,24 halve finale 3: 5de in 1.59,52                         |
| Silvia Weissteiner                                                 | 5000m (v)                | 21e       | serie 1: 10de in 15.23,45                                                      |
| Micol Cattaneo                                                     | 100m horden (v)          | 24e       | serie 1: 5de in 13,13                                                          |
| Elena Romagnolo                                                    | 3000m steeplechase (v)   | 11e       | serie 3: 5de in 9.27,48 ( finale: 11de in 9.30,04                              |
| Audrey Alloh Giulia Arcioni Vincenza Calì Anita Pistone            | 4x100m (v)               | DQ        | serie 1: gediskwalificeerd                                                     |
| Bruna Genovese                                                     | marathon (v)             | 17e       | 2:31.31                                                                        |
| Anna Incerti                                                       | marathon (v)             | 14e       | 2:30.55                                                                        |
| Vincenza Sicari                                                    | marathon (v)             | 29e       | 2:33.31                                                                        |
| Elisa Rigaudo                                                      | 20km snelwandelen (v)    | Brons     | 1:27.12                                                                        |
| Magdelin Martinez                                                  | hink-stap-springen (v)   | 18e       | kwalificatie groep A: 11de met 14,00m                                          |
| Antonietta Di Martino                                              | hoogspringen (v)         | 10e       | kwalificatie groep B: 4de met 1,93m finale: 10de met 1,93m                     |
| Assunta Legnante                                                   | kogelstoten (v)          | 19e       | kwalificatie groep B: 8ste met 17,76m                                          |
| Chiara Rosa                                                        | kogelstoten (v)          | 13e       | kwalificatie groep A: 6de met 18,74m finale: 13de met 18,22m                   |
| Zahra Bani                                                         | speerwerpen (v)          | DNF       | kwalificatie groep A: geen geldige poging                                      |
| Clarissa Claretti                                                  | kogelslingeren (v)       | 7e        | kwalificatie groep B: 3de met 71,82m finale: 7de met 71,33m                    |
| Silvia Salis                                                       | kogelslingeren (v)       | 42e       | kwalificatie groep A: 22ste met 62,28m                                         |

### Badminton
| Olympiër         | Onderdeel     | Resultaat | Prestatie                                       |
| ---------------- | ------------- | --------- | ----------------------------------------------- |
| Agnese Allegrini | enkelspel (v) | 33e       | 1ste ronde: V van UKR Gryga: 0-2 (15-21, 11-21) |

### Boksen
| Olympiër                  | Onderdeel | Resultaat | Prestatie |
| ------------------------- | --------- | --------- | --- |
| Vincenzo Picardi          | -51kg (m) | Brons     | 1ste ronde: W van ZAM Chiyanika: 10-3 2de ronde: W van DOM Payano: 8-4 kwartfinale: W van TUN Cherif: 7-5 halve finale: V van THA Jongjohor: 1-7                                              |
| Jahyn Vittorio Parrinello | -54kg (m) | 9e        | 1ste ronde: vrij 2de ronde: V van THA Petchkoom: 1-12 |
| Alessio Di Savino         | -57kg (m) | 17e       | 1ste ronde: V van USA Williams: 1-9 |
| Domenico Valentino        | -60kg (m) | 9e        | 1ste ronde: W van MAR Tamsamani: 15-4 2de ronde: V van CUB Ugás: 2-10 |
| Clemente Russo            | -91kg (m) | Zilver    | 1ste ronde: W van BLR Zuyev: 7-1 kwartfinale: W van UKR Usyk: 7-4 halve finale: W van USA Wilder: 7-1 finale: V van RUS Chakhkiev: 2-4                                                        |
| Roberto Cammarelle        | +91kg (m) | Goud      | 1ste ronde: W van CRO Tomasović: 13-1 kwartfinale: W van COL Rivas: 9-5 halve finale: W van GBR Price: scheidsrechterlijke beslissing finale: W van CHN Zhang: scheidsrechterlijke beslissing |

### Boogschieten
| Olympiër                                   | Onderdeel       | Resultaat | Prestatie |
| ------------------------------------------ | --------------- | --------- | --- |
| Ilario di Buò                              | individueel (m) | 25e       | plaatsingsronde: 9de met 670 punten 1ste ronde: W van CZE Bulíř: 111-100 2de ronde: V van USA Wunderle: 108-108 (17-19)                                                             |
| Marco Galiazzo                             | individueel (m) | 22e       | plaatsingsronde: 12de met 667 punten 1ste ronde: W van DEN Dall: 114-97 2de ronde: V van GBR Wills: 109-110                                                                         |
| Mauro Nespoli                              | individueel (m) | 58e       | plaatsingsronde: 44ste met 649 punten 1ste ronde: V van GBR Wills: 99-103 |
| Marco Galiazzo Ilario di Buò Mauro Nespoli | team (m)        | Zilver    | plaatsingsronde: 6de met 1986 punten 1ste ronde: W van Canada: 219-217 kwartfinale: W van Maleisië: 218-213 halve finale: W van Oekraïne: 223-221 finale: V van Zuid-Korea: 225-227 |
|                                            |                 |           | |
| Pia Lionetti                               | individueel (v) | 34e       | plaatsingsronde: 51ste met 613 punten 1ste ronde: V van FRA Schuh: 107-112 |
| Elena Tonetta                              | individueel (v) | 37e       | plaatsingsronde: 55ste met 595 punten 1ste ronde: V van COL Rendón: 106-106 (9-10)                                                                                                  |
| Natalia Valeeva                            | individueel (v) | 19e       | plaatsingsronde: 30ste met 634 punten 1ste ronde: W van KAZ Bannova: 107-105 2de ronde: V van KOR Joo: 108-110                                                                      |
| Pia Lionetti Elena Tonetta Natalia Valeeva | team (v)        | 5e        | plaatsingsronde: 9de met 1842 punten 1ste ronde: W van Chinees Taipei: 215-211 kwartfinale: V van Zuid-Korea: 217-231                                                               |

### Gewichtheffen
| Olympiër        | Onderdeel  | Resultaat | Prestatie                                                    |
| --------------- | ---------- | --------- | ------------------------------------------------------------ |
| Vito Dellino    | -56kg (m)  | 25e       | trekken: 15de met 110kg stoten: 14de met 137kg totaal: 247kg |
| Giorgio De Luca | -69kg (m)  | DNF       | trekken: 21ste met 131kg stoten: geen geldige poging         |
| Moreno Boer     | -105kg (m) | 18e       | trekken: 17de met 150kg stoten: 18de met 170kg totaal: 320kg |
|                 |            |           |                                                              |
| Genny Pagliaro  | -48kg (v)  | DNF       | trekken: geen geldige poging                                 |

### Gymnastiek
| Olympiër                                                                                            | Onderdeel                | Resultaat | Prestatie                                                            |
| Ritmisch                                                                                            | Ritmisch                 | Ritmisch  | Ritmisch                                                             |
| --------------------------------------------------------------------------------------------------- | ------------------------ | --------- | -------------------------------------------------------------------- |
| Elisa Blanchi Fabrizia D'Ottavio Marinella Falca Daniela Masseroni Elisa Santoni Anzhelika Savrayuk | team (v)                 | 4e        | kwalificatie: 4de met 34,525 punten finale: 4de met 34,425 punten    |
| Trampoline                                                                                          |                          |           |                                                                      |
| Flavio Cannone                                                                                      | mannen                   | 14e       | kwalificatie: 14de met 66,50 punten                                  |
| Turnen                                                                                              |                          |           |                                                                      |
| Igor Cassina                                                                                        | rekstok (m)              | 4e        | kwalificatie: 2de met 16,000 punten finale: 4de met 15,675 punten    |
| Andrea Coppolino                                                                                    | ringen (m)               | 4e        | kwalificatie: 6de met 15,975 punten finale: 4de met 16,225 punten    |
| Matteo Morandi                                                                                      | ringen (m)               | 6e        | kwalificatie: 5de met 16,025 punten finale: 6de met 16,200 punten    |
| Matteo Morandi                                                                                      | individuele meerkamp (m) | 31e       | kwalificatie: 31ste met 87,575 punten                                |
| Enrico Pozzo                                                                                        | individuele meerkamp (m) | 19e       | kwalificatie: 26ste met 88,675 punten finale: 19de met 89,375 punten |
| Matteo Angioletti Alberto Busnari Igor Cassina Andrea Coppolino Matteo Morandi Enrico Pozzo         | meerkamp team (m)        | 12e       | kwalificatie: 12de met 355,500 punten                                |
| |                          |           |                                                                      |
| Carlotta Giovannini                                                                                 | sprong (v)               | 6e        | kwalificatie: 6de met 15,137 punten finale: 6de met 14,550 punten    |
| Francesca Benolli                                                                                   | individuele meerkamp (v) | 35e       | kwalificatie: 35ste met 57,000 punten                                |
| Vanessa Ferrari                                                                                     | individuele meerkamp (v) | 11e       | kwalificatie: 21ste met 58,300 punten finale: 11de met 59,450 punten |
| Carlotta Giovannini                                                                                 | individuele meerkamp (v) | 34e       | kwalificatie: 34ste met 57,050 punten                                |
| Lia Parolari                                                                                        | individuele meerkamp (v) | 14e       | kwalificatie: 23ste met 58,200 punten finale: 14de met 58,925 punten |
| Francesca Benolli Monica Bergamelli Vanessa Ferrari Carlotta Giovannini Federica Macrì Lia Parolari | meerkamp team (v)        | 10e       | kwalificatie: 10de met 231,275 punten                                |

### Judo
| Olympiër           | Onderdeel  | Resultaat | Prestatie |
| ------------------ | ---------- | --------- | --- |
| Giovanni Casale    | -66kg (v)  | 7e        | 1ste ronde: vrij 2de ronde: W van CHI Novoa: ippon 3de ronde: V van PRK Pak: yuko herkansingen: W van TKM Nurmuhammedow: yuko herkansingen 2: W van POR Dias: ippon herkansingen 3: V van RUS Gadanov: ippon |
| Giuseppe Maddaloni | -81kg (v)  | 13e       | 1ste ronde: vrij 2de ronde: W van PUR Brenes: ippon 3de ronde: V van NED Elmont: ippon herkansingen: V van MGL Nyamkhüü: ippon                                                                               |
| Roberto Meloni     | -90kg (v)  | 9e        | 1ste ronde: W van LAT Borodavko: waza-ari 2de ronde: V van FRA Dafreville: yuko herkansingen: W van CUB González: ippon herkansingen 2: V van BRA Santos: ippon                                              |
| Paolo Bianchessi   | +100kg (v) | 9e        | 1ste ronde: vrij 2de ronde: V van JPN Ishii: ippon herkansingen: W van EGY El Shehaby: yuko herkansingen 2: V van RUS Tmenov: yuko                                                                           |
|                    |            |           | |
| Giulia Quintavalle | -57kg (v)  | Goud      | 1ste ronde: W van GER Bönisch: waza-ari 2de ronde: W van MGL Erdenet-Od: ippon kwartfinale: W van FRA Harel: yuko halve finale: V van AUS Pekli: yuko finale: W van NED Gravenstijn: yuko                    |
| Ylenia Scapin      | -70kg (v)  | 9e        | 1ste ronde: vrij 2de ronde: W van BEL Jacques: yuko kwartfinale: V van CUB Hernández: ippon herkansingen: V van COL Alvear: ippon                                                                            |
| Lucia Morico       | -78kg (v)  | 9e        | 1ste ronde: vrij 2de ronde: W van JPN Nakazawa: yuko kwartfinale: V van ESP San Miguel: waza-ari herkansingen: V van BRA Silva: ippon                                                                        |
| Michela Torrenti   | -78kg (v)  | 18e       | 1ste ronde: V van AUS Shepherd: koka |

### Kanovaren
| Olympiër                                                        | Onderdeel     | Resultaat | Prestatie                                                                       |
| Slalom                                                          | Slalom        | Slalom    | Slalom                                                                          |
| --------------------------------------------------------------- | ------------- | --------- | ------------------------------------------------------------------------------- |
| Andrea Benetti Erik Masoero                                     | C-2 (m)       | 5e        | voorronde: 8ste met 202,28 halve finale: 6de met 103,64 finale: 5de met 204,12  |
| Daniele Molmenti                                                | K-1 (m)       | 10e       | voorronde: 3de met 168,59 halve finale: 8ste met 88,56 finale: 10de met 230,93  |
|                                                                 |               |           |                                                                                 |
| Cristina Giai Pron                                              | K-1 (v)       | 10e       | voorronde: 9de met 203,70 halve finale: 5de met 104,52 finale: 10de met 355,78  |
| Vlakwater                                                       |               |           |                                                                                 |
| Michele Zerial                                                  | K-1 500m (m)  | 10e       | serie 1: 3de in 1.36,950 halve finale 2: 4de in 1.42,931                        |
| Andrea Facchin Antonio Scaduto                                  | K-2 500m (m)  | 9e        | serie 1: 3de in 1.30,240 finale: 9de in 1.31,934                                |
| Andrea Facchin Antonio Scaduto                                  | K-2 1000m (m) | Brons     | serie 2: 3de in 3.18,897 finale: 3de in 3.14,750                                |
| Franco Benedini Luca Piemonte Alberto Ricchetti Antonio Rossi   | K-4 1000m (m) | 4e        | serie 2: 2de in 2.58,627 finale: 4de in 2.57,626                                |
|                                                                 |               |           |                                                                                 |
| Josefa Idem                                                     | K-1 500m (v)  | Zilver    | serie 2: 1ste in 1.48,864 finale: 2de in 1.50,677                               |
| Stefania Cicali Fabiana Sgroi                                   | K-2 500m (v)  | 12e       | serie 2: 6de in 1.47,018 halve finale: 6de in 1.46,163                          |
| Stefania Cicali Alice Fagioli Alessandra Galiotto Fabiana Sgroi | K-4 500m (v)  | 8e        | serie 1: 4de in 1.37,436 halve finale: 3de in 1.37,887 finale: 8ste in 1.36,770 |

### Moderne vijfkamp
| Olympiër         | Onderdeel | Resultaat | Prestatie   |
| ---------------- | --------- | --------- | ----------- |
| Nicola Benedetti | mannen    | 14e       | 5344 punten |
| Andrea Valentini | mannen    | 17e       | 5288 punten |
|                  |           |           |             |
| Sara Bertoli     | vrouwen   | 32e       | 4956 punten |
| Claudia Corsini  | vrouwen   | 14e       | 5408 punten |

### Paardensport
| Olympiër                                                                           | Onderdeel   | Resultaat | Prestatie                     |
| Dressuur                                                                           | Dressuur    | Dressuur  | Dressuur                      |
| ---------------------------------------------------------------------------------- | ----------- | --------- | ----------------------------- |
| Pierluigi Sangiorgi                                                                | individueel | 37e       | Grand Prix: 37ste met 61,875% |
| Eventing                                                                           |             |           |                               |
| Susanna Bordone                                                                    | individueel | 23e       | 100,60 strafpunten            |
| Stefano Brecciaroli                                                                | individueel | 40e       | 116,00 strafpunten            |
| Fabio Magni                                                                        | individueel | 41e       | 119,60 strafpunten            |
| Vittoria Panizzon                                                                  | individueel | 16e       | 77,00 strafpunten             |
| Roberto Rotatori                                                                   | individueel | 29e       | 90,80 strafpunten             |
| Susanna Bordone Stefano Brecciaroli Fabio Magni Vittoria Panizzon Roberto Rotatori | team        | 6e        | 246,40 strafpunten            |

### Roeien
| Olympiër                                                         | Onderdeel              | Resultaat | Prestatie |
| ---------------------------------------------------------------- | ---------------------- | --------- | --- |
| Elia Luini Marcello Miani                                        | lichte dubbel-twee (m) | 4e        | serie 2: 1ste in 6.16,16 halve finale 1: 2de in 6.31,16 finale: 4de in 6.16,15                                 |
| Giuseppe De Vita Raffaello Leonardo                              | twee-zonder (m)        | 11e       | serie 1: 2de in 6.51,01 halve finale 2: 4de in 6.47,30 finale B: 5de in 7.04,91                                |
| Luca Agamennoni Rossano Galtarossa Simone Raineri Simone Venier  | dubbel-vier (m)        | Zilver    | serie 1: 2de in 5.36,42 halve finale 2: 1ste in 5.51,20 finale: 2de in 5.43,57                                 |
| Catello Amarante Salvatore Amitrano Bruno Mascarenhas Jiri Vlcek | lichte vier-zonder (m) | 7e        | serie 2: 3de in 5.54,12 halve finale 2: 5de in 6.14,73 finale B: 1ste in 6.03,12                               |
| Lorenzo Carboncini Carlo Mornati Niccolò Mornati Alessio Sartori | vier-zonder (m)        | 11e       | serie 1: 2de in 6.02,84 halve finale 2: 6de in 6.05,21 finale B: 5de in 6.08,77                                |
|                                                                  |                        |           | |
| Gabriella Bascelli                                               | skiff (v)              | 8e        | serie 5: 1ste in 7.43,67 kwartfinale 1: 3de in 7.36,68 halve finale 1: 4de in 7.42,10 finale B: 2de in 7.48,91 |
| Elisabetta Sancassani Laura Schiavone                            | dubbel-twee (v)        | 10e       | serie 2: 5de in 7.30,25 herkansingen: 4de in 7.08,00 'finale B: 4de in 7.29,22                                 |

### Schermen
| Olympiër                                                                  | Onderdeel       | Resultaat | Prestatie |
| ------------------------------------------------------------------------- | --------------- | --------- | --- |
| Diego Confalonieri                                                        | degen (m)       | 5e        | 1ste ronde: vrij 2de ronde: W van POL Motyka: 15-10 3de ronde: W van HUN Imre: 15-9 kwartfinale: V van ESP Abajo: 13-14                                                                                     |
| Alfredo Rota                                                              | degen (m)       | 17e       | 1ste ronde: vrij 2de ronde: V van HUN Boczkó: 10-11 |
| Matteo Tagliariol                                                         | degen (m)       | Goud      | 1ste ronde: vrij 2de ronde: W van NOR Torkildsen: 15-10 3de ronde: W van FRA Robeiri: 15-11 kwartfinale: W van NED Verwijlen: 15-11 halve finale: W van ESP Abajo: 15-12 finale: W van FRA Jeannet: 15-8    |
| Stefano Carozzo Diego Confalonieri Alfredo Rota Matteo Tagliariol         | degen team(m)   | Brons     | 1ste ronde: vrij kwartfinale: W van Zuid-Korea: 45-37 halve finale: V van Frankrijk: 39-45 bronzen finale: W van China: 45-35                                                                               |
| Andrea Cassarà                                                            | floret (m)      | 5e        | 1ste ronde: vrij 2de ronde: W van AUT Schlosser: 15-8 kwartfinale: V van CHN Zhu: 14-15 |
| Salvatore Sanzo                                                           | floret (m)      | Brons     | 1ste ronde: vrij 2de ronde: W van CAN McGuire: 15-3 kwartfinale: W van FRA Le Péchoux: 10-9 halve finale: V van JPN Ota: 14-15 bronzen finale: W van CHN Zhu: 15-14                                         |
| Aldo Montano                                                              | sabel (m)       | 9e        | 1ste ronde: vrij 2de ronde: W van CAN Beaudry: 15-4 3de ronde: V van ESP Pina: 14-15 |
| Diego Occhiuzzi                                                           | sabel (m)       | 17e       | 1ste ronde: vrij 2de ronde: V van ESP Pina: 9-15 |
| Luigi Tarantino                                                           | sabel (m)       | 5e        | 1ste ronde: vrij 2de ronde: W van BRA Agresta: 15-8 3de ronde: W van FRA Sanson: 15-7 kwartfinale: V van CHN Zhong: 13-15                                                                                   |
| Aldo Montana Diego Occhiazzi Giampiero Pastore Luigi Tarantino            | sabel team (m)  | Brons     | 1ste ronde: vrij kwartfinale: W van Wit-Rusland: 45-39 halve finale: V van Frankrijk: 41-45 bronzen finale: W van Rusland: 45-44                                                                            |
|                                                                           |                 |           | |
| Margherita Granbassi                                                      | floret (v)      | Brons     | 1ste ronde: vrij 2de ronde: W van NED Gaur: 11-6 3de ronde: W van RUS Nikichina: 11-4 kwartfinale: W van RUS Lamonova: 12-7 halve finale: V van ITA Vezzali: 3-12 bronzen finale: W van ITA Trillini: 15-12 |
| Giovanna Trillini                                                         | floret (v)      | 4e        | 1ste ronde: vrij 2de ronde: W van CUB Compañy: 15-7 3de ronde: W van RUS Chanaeva: 15-3 kwartfinale: W van GER Wachter: 15-8 halve finale: V van KOR Nam: 10-15 bronzen finale: V van ITA Granbassi: 12-15  |
| Valentina Vezzali                                                         | floret (v)      | Goud      | 1ste ronde: vrij 2de ronde: W van POL Mroczkiewicz: 15-3 3de ronde: W van CHN Zhang: 10-7 kwartfinale: W van HUN Knapek: 15-3 halve finale: W van ITA Granbassi: 12-3 finale: W van KOR Nam: 6-5            |
| Margherita Granbassi Valentina Vezzali Ilaria Salvatori Giovanna Trillini | floret team (v) | Brons     | 1ste ronde: vrij kwartfinale: W van China: 37-24 halve finale: V van Rusland: 21-22 bronzen finale: W van Hongarije: 32-23                                                                                  |
| Ilaria Bianco                                                             | sabel (v)       | 9e        | 1ste ronde: vrij 2de ronde: W van CHN Huang: 15-12 3de ronde: V van RUS Velikaya: 6-15 |
| Gioia Marzocca                                                            | sabel (v)       | 17e       | 1ste ronde: vrij 2de ronde: V van UKR Charlan: 8-15 |

### Schietsport
| Olympiër            | Onderdeel                  | Resultaat | Prestatie                                                                        |
| ------------------- | -------------------------- | --------- | -------------------------------------------------------------------------------- |
| Niccolo Campriani   | 10m luchtgeweer (m)        | 12e       | kwalificatie: 12de met 594 punten (99-100-100-98-99-98)                          |
| Marco De Nicolo     | 10m luchtgeweer (m)        | 20e       | kwalificatie: 20ste met 592 punten (97-99-100-100-98-98)                         |
| Niccolo Campriani   | 50m geweer 3 houdingen (m) | 39e       | kwalificatie: 39ste met 1153 punten (395-377-381)                                |
| Marco De Nicolo     | 50m geweer 3 houdingen (m) | 9e        | kwalificatie: 9de met 1169 punten (396-389-384)                                  |
| Niccolo Campriani   | 50m geweer liggend (m)     | 38e       | kwalificatie: 38ste met 588 punten (98-97-97-99-98-99)                           |
| Marco De Nicolo     | 50m geweer liggend (m)     | 15e       | kwalificatie: 15de met 593 punten (99-98-98-100-99-99)                           |
| Francesco Bruno     | 50m pistool (m)            | 19e       | kwalificatie: 19de met 554 punten (92-95-95-92-92-88)                            |
| Vigilio Fait        | 50m pistool (m)            | 28e       | kwalificatie: 28ste met 551 punten (92-90-89-91-96-93)                           |
| Mauro Badaracchi    | 10m luchtpistool (m)       | 40e       | kwalificatie: 40ste met 571 punten (94-96-94-96-97-94)                           |
| Vigilio Fait        | 10m luchtpistool (m)       | 9e        | kwalificatie: 9de met 580 punten (95-96-98-98-95-98)                             |
| Andrea Benelli      | skeet (m)                  | 24e       | kwalificatie: 24ste met 113 punten (22-24-22-23-22)                              |
| Ennio Falco         | skeet (m)                  | 14e       | kwalificatie: 14de met 117 punten (23-23-24-24-23)                               |
| Erminio Frasca      | trap (m)                   | 6e        | kwalificatie: 3de met 120 punten (23-24-25-24-24) finale: 6de met 140 punten     |
| Giovanni Pellielo   | trap (m)                   | Zilver    | kwalificatie: 4de met 120 punten (25-25-23-24-23) finale: 2de met 143 punten     |
| Francesco D'Aniello | dubbeltrap (m)             | Zilver    | kwalificatie: 2de met 141 punten (48-46-47) finale: 2de met 187 punten           |
| Daniele Di Spigno   | dubbeltrap (m)             | 10e       | kwalificatie: 10de met 135 punten (44-46-45)                                     |
|                     |                            |           |                                                                                  |
| Valentina Turisini  | 10m luchtgeweer (v)        | 28e       | kwalificatie: 28ste met 393 punten (99-99-97-98)                                 |
| Valentina Turisini  | 50m geweer 3 houdingen (v) | 15e       | kwalificatie: 15de met 579 punten (199-190-190)                                  |
| Maura Genovesi      | 25m pistool (v)            | 24e       | kwalificatie: 24ste met 576 punten (286-290)                                     |
| Maura Genovesi      | 10m luchtpistool (v)       | 28e       | kwalificatie: 28ste met 378 punten (94-94-95-95)                                 |
| Chiara Cainero      | skeet (v)                  | Goud      | kwalificatie: 1ste met 72 punten (25-23-24) (OR) finale: 1ste met 93 punten (OR) |
| Deborah Gelisio     | trap (v)                   | 7e        | kwalificatie: 7de met 66 punten (20-23-23)                                       |

### Schoonspringen
| Olympiër                      | Onderdeel              | Resultaat | Prestatie                                                                                          |
| ----------------------------- | ---------------------- | --------- | -------------------------------------------------------------------------------------------------- |
| Nicola Marconi                | 3m plank (m)           | 14e       | voorronde: 14de met 430,90 punten halve finale: 14de met 444,55 punten                             |
| Tommaso Marconi               | 3m plank (m)           | 28e       | voorronde: 28ste met 360,15 punten                                                                 |
| Francesco Dell'Uomo           | 10m toren (m)          | 25e       | voorronde: 25ste met 388,80 punten                                                                 |
|                               |                        |           | |
| Tania Cagnotto                | 3m plank (v)           | 5e        | voorronde: 6de met 332,90 punten halve finale: 5de met 332,40 punten finale: 5de met 349,20 punten |
| Maria Marconi                 | 3m plank (v)           | 17e       | voorronde: 14de met 286,10 punten halve finale: 17de met 277,50 punten                             |
| Tania Cagnotto                | 10m toren (v)          | 13e       | voorronde: 11de met 328,30 punten halve finale: 13de met 296,60 punten                             |
| Maria Marconi                 | 10m toren (v)          | 15e       | voorronde: 15de met 313,05 punten halve finale: 15de met 283,15 punten                             |
| Noemi Batki Francesca Dallapè | 3m plank synchroon (v) | 6e        | 296,70 punten                                                                                      |

### Synchroonzwemmen
| Olympiër                      | Onderdeel | Resultaat | Prestatie                                                         |
| ----------------------------- | --------- | --------- | ----------------------------------------------------------------- |
| Beatrice Adelizzi Giulia Lapi | duet      | 7e        | kwalificatie: 7de met 93,834 punten finale: 7de met 93,751 punten |

### Taekwondo
| Olympiër           | Onderdeel | Resultaat | Prestatie |
| ------------------ | --------- | --------- | --- |
| Mauro Sarmiento    | -80kg (m) | Zilver    | 1ste ronde: W van CIV Konan: 4-1 kwartfinale: W van USA López: 1-0 halve finale: W van AUS Cook: 6-5 finale: V van IRI Saei: 2-4             |
| Leonardo Basile    | +80kg (m) | 9e        | 1ste ronde: V van CUB Matos: 1-3 |
|                    |           |           | |
| Veronica Calabrese | -57kg (v) | 5e        | 1ste ronde: W van COL Patiño: 2-0 kwartfinale: W van SEN Diédhiou: 3-0 halve finale: V van KOR Lim: 1-5 bronzen finale: V van USA López: 2-3 |

### Tafeltennis
| Olympiër           | Onderdeel     | Resultaat | Prestatie |
| ------------------ | ------------- | --------- | --- |
| Mihai Bobocica     | enkelspel (m) | 33e       | voorronde: W van IRI Norouzi: 4-2 (11-7, 10-12, 11-6, 9-11, 11-4, 12-10) 1ste ronde: W van RUS Koezmin: 4-1 (11-7, 3-11, 11-5, 11-7, 12-10) 2de ronde: V van SLO Tokič: 3-4 (12-14, 11-6, 11-5, 8-11, 9-11, 11-8, 6-11) |
|                    |               |           | |
| Nikoleta Stefanova | enkelspel (v) | 33e       | voorronde: vrij 1ste ronde: W van RUS Fadeeva: 4-0 (11-5, 11-5, 11-7, 11-6) 2de ronde: V van CRO Boroš: 1-4 (4-11, 6-11, 6-11, 11-8, 8-11)                                                                              |
| Tan Wenling        | enkelspel (v) | 33e       | voorronde: vrij 1ste ronde: W van UKR Soronchinskaya: 4-2 (11-7, 11-6, 9-11, 11-4, 7-11, 11-4) 2de ronde: V van AUT Li: 2-4 (11-8, 7-11, 8-11, 11-8, 5-11, 4-11)                                                        |

### Tennis
| Olympiër                            | Onderdeel      | Resultaat | Prestatie |
| ----------------------------------- | -------------- | --------- | --- |
| Simone Bolelli                      | enkelspel (m)  | 33e       | 1ste ronde: V van ROU Hănescu: 5-7, 6-3, 4-6 |
| Andreas Seppi                       | enkelspel (m)  | 17e       | 1ste ronde: W van ESP Robredo: 6-4, 4-6, 8-6 2de ronde: V van CZE Berdych: 3-6, 6-7(4)                                                                             |
| Potito Starace                      | enkelspel (m)  | 33e       | 1ste ronde: V van ESP Nadal: 2-6, 6-3, 2-6 |
| Simone Bolelli Andreas Seppi        | dubbelspel (m) | 17e       | 1ste ronde: V van SUI Federer/Wawrinka: 5-7, 1-6 |
|                                     |                |           | |
| Sara Errani                         | enkelspel (v)  | 33e       | 1ste ronde: V van AUS Stosur: 3-6, 2-6 |
| Flavia Pennetta                     | enkelspel (v)  | 33e       | 1ste ronde: V van EST Kanepi: 2-6, 6-7(6) |
| Mara Santangelo                     | enkelspel (v)  | 33e       | 1ste ronde: V van RUS Safina: 3-6, 6-7(1) |
| Francesca Schiavone                 | enkelspel (v)  | 9e        | 1ste ronde: W van UZB Amanmuradova: 6-4, 6-2 2de ronde: W van POL Radwańska: 6-3, 7-6(6) 3de ronde: V van RUS Zvonareva: 6-7(4), 4-6                               |
| Flavia Pennetta Francesca Schiavone | dubbelspel (v) | 5e        | 1ste ronde: W van AUS Dellacqua/Molik: 6-4, 6-4 2de ronde: W van TPE Chuang/Chan: 7-6(1), 1-6, 8-6 kwartfinale: V van UKR A Bondarenko/K Bondarenko: 1-6, 6-3, 5-7 |
| Mara Santangelo Roberta Vinci       | dubbelspel (v) | 17e       | 1ste ronde: V van RUS Koeznetsova/Safina: 1-6, 6-3, 5-7 |

### Triatlon
| Olympiër        | Onderdeel | Resultaat | Prestatie      |
| --------------- | --------- | --------- | -------------- |
| Emilio D'Aquino | mannen    | 40e       | 1:53.58,22     |
| Daniel Fontana  | mannen    | 33e       | 1:52.39,21     |
|                 |           |           |                |
| Charlotte Bonin | vrouwen   | 40e       | 2:09.42,09     |
| Daniela Chmet   | vrouwen   | DNF       | niet gefinisht |

### Voetbal
| Olympiër | Onderdeel | Resultaat | Prestatie                                                                                                 |
| --- | --------- | --------- | --- |
| Ignazio Abate Robert Acquafresca Salvatore Bocchetti Antonio Candreva Luca Cigarini Andrea Coda Andrea Consigli Domenico Criscito Paolo De Ceglie Lorenzo De Silvestri Daniele Dessena Sebastian Giovinco Claudio Marchisio Riccardo Montolivo Marco Motta Antonio Nocerino Tommaso Rocchi Giuseppe Rossi Emiliano Viviano | mannen    | 5e        | groep D:1ste W van Honduras: 3-0 W van Zuid-Korea: 3-0 G van Kameroen: 0-0 kwartfinale: V van België: 2-3 |

| Groep D |            |             |             |             |             |            |            |            |        |
| #       | Land       | Wedstrijden | Wedstrijden | Wedstrijden | Wedstrijden | Doelpunten | Doelpunten | Doelpunten | Punten |
| #       | Land       | G           | W           | G           | V           | V          | T          | Saldo      | Punten |
| 1       | Italië     | 3           | 2           | 1           | 0           | 6          | 0          | +6         | 7      |
| 2       | Kameroen   | 3           | 1           | 2           | 0           | 2          | 1          | +1         | 5      |
| 3       | Zuid-Korea | 3           | 1           | 1           | 1           | 2          | 4          | -2         | 4      |
| 4       | Honduras   | 3           | 0           | 0           | 3           | 0          | 5          | -5         | 0      |

| Ronde       | Datum       | Plaats   | Land | Score      | Land |
| ----------- | ----------- | -------- | ---- | ---------- | ---- |
| Groepsfase  |             |          |      |            |      |
| 7 augustus  | Qinhuangdao | Honduras | 0-3  | Italië     |      |
| 10 augustus | Qinhuangdao | Italië   | 3-0  | Zuid-Korea |      |
| 13 augustus | Tianjin     | Kameroen | 0-0  | Italië     |      |
| Kwartfinale |             |          |      |            |      |
| 16 augustus | Peking      | Italië   | 2-3  | België     |      |

### Volleybal

#### Beach
| Olympiër                     | Onderdeel | Resultaat | Prestatie |
| ---------------------------- | --------- | --------- | --- |
| Eugenio Amore Riccardo Lione | mannen    | 19e       | groep D: 4de V van BRA Araújo/Magalhães: 0-2 (18-21, 18-21) V van AUT Doppler/Gartmayer: 0-2 (19-21, 22-24) V van RUS Barsuk/Kolodinsky: 0-2 (17-21, 13-21) |

#### Indoor
Mannen
| Olympiër | Onderdeel | Resultaat | Prestatie |
| --- | --------- | --------- | --- |
| Hristo Zlatanov Valerio Vermiglio Alessandro Paparoni Marco Meoni Luigi Mastrangelo Matteo Martino Mauro Gavotto Alessandro Fei Mirko Corsano Alberto Cisolla Vigor Bovolenta Emanuele Birarelli | mannen    | 4e        | groep A: 2de W van Japan: 3-1 (25-19, 25-18, 23-25, 25-17) V van Verenigde Staten: 1-3 (26-24, 22-25, 15-25, 21-25) W van Vietnam: 3-0 (25-21, 25-20, 25-21) W van Bulgarije: 3-0 (25-20, 25-21, 25-16) W van China: 3-2 (25-17, 25-23, 21-25, 20-25, 16-14) kwartfinale: W van Polen: 3-2 (25-19, 25-22, 18-25, 26-28, 17-15) halve finale: V van Brazilië: 1-3 (25-19, 18-25, 21-25, 22-25) bronzen finale: V van Rusland: 0-3 (22-25, 19-25, 23-25) |

| Groep A |                  |             |             |             |             |             |             |        |        |        |        |
|         | Land             | Wedstrijden | Wedstrijden | Wedstrijden | Wedstrijden | Wedstrijden | Wedstrijden | Punten | Punten | Punten | Punten |
| G       | Land             | W           | V           | SW          | SV          | SR          | SPW         | SPL    | Saldo  |        | Punten |
| 1       | Verenigde Staten | 5           | 5           | 0           | 15          | 4           | +11         | 460    | 371    | +89    | 10     |
| 2       | Italië           | 5           | 4           | 1           | 13          | 6           | +7          | 439    | 401    | +38    | 9      |
| 3       | Bulgarije        | 5           | 3           | 2           | 10          | 9           | +1          | 446    | 440    | +6     | 8      |
| 4       | China            | 5           | 2           | 3           | 9           | 13          | -4          | 445    | 492    | -47    | 7      |
| 5       | Venezuela        | 5           | 1           | 4           | 8           | 12          | -4          | 421    | 451    | -30    | 6      |
| 6       | Japan            | 5           | 0           | 5           | 4           | 15          | -11         | 392    | 448    | -56    | 5      |

| Ronde          | Datum  | Plaats           | Land | Score     | Land |
| -------------- | ------ | ---------------- | ---- | --------- | ---- |
| Groepsfase     |        |                  |      |           |      |
| 10 augustus    | Peking | Italië           | 3-1  | Japan     |      |
| 12 augustus    | Peking | Verenigde Staten | 3-1  | Italië    |      |
| 14 augustus    | Peking | Italië           | 3-0  | Vietnam   |      |
| 16 augustus    | Peking | Italië           | 3-0  | Bulgarije |      |
| 18 augustus    | Peking | China            | 2-3  | Italië    |      |
| Kwartfinale    |        |                  |      |           |      |
| 20 augustus    | Peking | Italië           | 3-2  | Polen     |      |
| Halve finale   |        |                  |      |           |      |
| 22 augustus    | Peking | Italië           | 1-3  | Brazilië  |      |
| Bronzen finale |        |                  |      |           |      |
| 24 augustus    | Peking | Rusland          | 3-0  | Italië    |      |

Vrouwen
| Olympiër | Onderdeel | Resultaat | Prestatie |
| --- | --------- | --------- | --- |
| Manuela Secolo Francesca Piccinini Serena Ortolani Eleonora Lo Bianco Martina Guiggi Simona Gioli Francesca Ferretti Paola Croce Nadia Centoni Paola Cardullo Jenny Barazza Tai Agüero | vrouwen   | 19e       | groep B: 2de W van Rusland: 3-1 (25-20, 17-25, 25-16, 25-23) W van Kazachstan: 3-0 (25-19, 25-15, 25-21) W van Algerije: 3-0 (25-7, 25-20, 25-12) W van Servië: 3-0 (25-23, 25-20, 25-19) V van Brazilië: 0-3 (16-25, 22-25, 17-25) kwartfinale: V van Verenigde Staten: 2-3 (25-20, 21-25, 25-19, 18-25, 6-15) |

| Groep B |            |             |             |             |             |             |             |        |        |        |        |
| #       | Land       | Wedstrijden | Wedstrijden | Wedstrijden | Wedstrijden | Wedstrijden | Wedstrijden | Punten | Punten | Punten | Punten |
| #       | Land       | G           | W           | V           | SW          | SV          | SR          | SPW    | SPL    | Saldo  | Punten |
| 1       | Brazilië   | 5           | 5           | 0           | 15          | 0           | +15         | 377    | 226    | +149   | 10     |
| 2       | Italië     | 5           | 4           | 1           | 12          | 4           | +8          | 372    | 315    | +57    | 9      |
| 3       | Rusland    | 5           | 3           | 2           | 10          | 6           | +4          | 353    | 312    | +41    | 8      |
| 4       | Servië     | 5           | 2           | 3           | 6           | 10          | -4          | 343    | 349    | -6     | 7      |
| 5       | Kazachstan | 5           | 1           | 4           | 4           | 13          | -9          | 323    | 404    | -81    | 6      |
| 6       | Algerije   | 5           | 0           | 5           | 1           | 15          | -14         | 230    | 392    | -162   | 5      |

| Ronde       | Datum  | Plaats           | Land | Score    | Land |
| ----------- | ------ | ---------------- | ---- | -------- | ---- |
| Groepsfase  |        |                  |      |          |      |
| 9 augustus  | Peking | Italië           | 3-1  | Rusland  |      |
| 11 augustus | Peking | Kazachstan       | 0-3  | Italië   |      |
| 13 augustus | Peking | Italië           | 3-0  | Algerije |      |
| 15 augustus | Peking | Servië           | 0-3  | Italië   |      |
| 17 augustus | Peking | Italië           | 0-3  | Brazilië |      |
| Kwartfinale |        |                  |      |          |      |
| 19 augustus | Peking | Verenigde Staten | 3-2  | Italië   |      |

### Waterpolo

#### Mannen
| Olympiër | Onderdeel | Resultaat | Prestatie |
| --- | --------- | --------- | --- |
| Alberto Angelini Fabio Bencivenga Leonardo Binchi Fabrizio Buonocore Alessandro Calcaterra Luigi Di Costanzo Maurizio Felugo Valentino Gallo Andrea Mangiante Federico Mistrangelo Leonardo Sottani Stefano Tempesti | mannen    | 9e        | groep B: 5de V van Kroatië: 7-11 V van Verenigde Staten: 11-12 W van China: 19-7 V van Duitsland: 7-8 W van Servië: 13-12 7-12de plek: W van Canada: 13-11 7-10de plek: V van Australië: 16-17 9-10de plek: W van Duitsland: 10-8 |

| Groep B |                  |             |             |             |             |        |        |        |        |
| #       | Land             | Wedstrijden | Wedstrijden | Wedstrijden | Wedstrijden | Punten | Punten | Punten | Punten |
| #       | Land             | G           | W           | G           | V           | V      | T      | Saldo  | Punten |
| 1       | Verenigde Staten | 5           | 4           | 0           | 1           | 37     | 31     | +6     | 8      |
| 2       | Kroatië          | 5           | 4           | 0           | 1           | 56     | 31     | +25    | 8      |
| 3       | Servië           | 5           | 3           | 0           | 2           | 50     | 38     | +12    | 6      |
| 4       | Duitsland        | 5           | 2           | 0           | 3           | 33     | 44     | -11    | 4      |
| 5       | Italië           | 5           | 2           | 0           | 3           | 57     | 50     | +7     | 4      |
| 6       | China            | 5           | 0           | 0           | 5           | 25     | 64     | -39    | 0      |

| Ronde       | Datum  | Plaats    | Land  | Score            | Land |
| ----------- | ------ | --------- | ----- | ---------------- | ---- |
| Groepsfase  |        |           |       |                  |      |
| 10 augustus | Peking | Kroatië   | 11-7  | Italië           |      |
| 12 augustus | Peking | Italië    | 11-12 | Verenigde Staten |      |
| 14 augustus | Peking | China     | 7-19  | Italië           |      |
| 16 augustus | Peking | Duitsland | 8-7   | Italië           |      |
| 18 augustus | Peking | Servië    | 12-13 | Italië           |      |
| 7-12de plek |        |           |       |                  |      |
| 20 augustus | Peking | Canada    | 11-13 | Italië           |      |
| 7-10de plek |        |           |       |                  |      |
| 22 augustus | Peking | Australië | 17-16 | Italië           |      |
| 9-10de plek |        |           |       |                  |      |
| 24 augustus | Peking | Italië    | 10-8  | Duitsland        |      |

#### Vrouwen
| Olympiër | Onderdeel | Resultaat | Prestatie |
| --- | --------- | --------- | --- |
| Silvia Bosurgi Chiara Brancati Elisa Casanova Tania Di Mario Teresa Frassinetti Elena Gigli Martina Miceli Maddalena Musumeci Francesca Pavan Cinzia Ragusa Federica Rocco Erzsébet Valkai Emanuela Zanchi | vrouwen   | 6e        | groep B: 2de W van Rusland: 9-8 G van Verenigde Staten: 9-9 W van China: 10-9 kwartfinale: V van Nederland: 11-13 5-6de plek: W van China: 10-7 |

| Groep B |                  |             |             |             |             |        |        |        |        |
| #       | Land             | Wedstrijden | Wedstrijden | Wedstrijden | Wedstrijden | Punten | Punten | Punten | Punten |
| #       | Land             | G           | W           | G           | V           | V      | T      | Saldo  | Punten |
| 1       | Verenigde Staten | 3           | 2           | 1           | 0           | 33     | 27     | +6     | 5      |
| 2       | Italië           | 3           | 2           | 1           | 0           | 28     | 26     | +2     | 5      |
| 3       | China            | 3           | 1           | 0           | 2           | 33     | 33     | 0      | 2      |
| 4       | Rusland          | 3           | 0           | 0           | 3           | 26     | 34     | -8     | 0      |

| Ronde       | Datum  | Plaats           | Land  | Score     | Land |
| ----------- | ------ | ---------------- | ----- | --------- | ---- |
| Groepsfase  |        |                  |       |           |      |
| 11 augustus | Peking | Rusland          | 8-9   | Italië    |      |
| 13 augustus | Peking | Verenigde Staten | 9-9   | Italië    |      |
| 15 augustus | Peking | Italië           | 10-9  | China     |      |
| Kwartfinale |        |                  |       |           |      |
| 17 augustus | Peking | Italië           | 11-13 | Nederland |      |
| 5-6de plek  |        |                  |       |           |      |
| 19 augustus | Peking | China            | 10-7  | Italië    |      |

### Wielersport
| Olympiër                     | Onderdeel        | Resultaat | Prestatie |
| Baan                         | Baan             | Baan      | Baan |
| ---------------------------- | ---------------- | --------- | --- |
| Roberto Chiappa              | sprint (m)       | 10e       | kwalificatie: 8ste in 10,314 1ste ronde: W van JPN Watanabe: 10,786 2de ronde: V van FRA Bourgain herkansingen: 3de 9-12de plek: 2de |
| Roberto Chiappa              | keirin (m)       | 13e       | 1ste ronde: 6de herkansingen: 5de |
| Angelo Ciccone               | puntenkoers (m)  | 13e       | 8 punten |
| Angelo Ciccone Fabio Masotti | ploegkoers (m)   | 14e       | 0 punten |
|                              |                  |           | |
| Vera Carrara                 | puntenkoers (v)  | 14e       | 1 punt |
| BMX                          |                  |           | |
| Manuel de Vecchi             | mannen           | 14e       | plaatsingsronde: 10de in 36,351 kwartfinale 3: 3de met 11 punten halve finale 2: 8ste met 20 punten                                  |
| Mountainbike                 |                  |           | |
| Marco Aurelio Fontana        | mannen           | 5e        | 1:59.59 |
| Yader Zoli                   | mannen           | 30e       | op 1 ronde |
|                              |                  |           | |
| Eva Lechner                  | vrouwen          | 16e       | 1:58.22 |
| Weg                          |                  |           | |
| Marzio Bruseghin             | tijdrit (m)      | 22e       | 1:06.20 |
| Vincenzo Nibali              | tijdrit (m)      | 15e       | 1:05.36 |
| Paolo Bettini                | wegwedstrijd (m) | 18e       | 6:24.24 |
| Marzio Bruseghin             | wegwedstrijd (m) | 63e       | 6:34.26 |
| Vincenzo Nibali              | wegwedstrijd (m) | DNF       | niet gefinisht |
| Franco Pellizotti            | wegwedstrijd (m) | 50e       | 6:31.06 |
| Davide Rebellin              | wegwedstrijd (m) | DSQ       | gediskwalificeerd |
| Weg                          |                  |           | |
| Tatiana Guderzo              | tijdrit (v)      | 12e       | 36.37,97 |
| Noemi Cantele                | wegwedstrijd (v) | 15e       | 3:32.45 |
| Vera Carrara                 | wegwedstrijd (v) | DNF       | niet gefinisht |
| Tatiana Guderzo              | wegwedstrijd (v) | Brons     | 3:32.24 |

### Worstelen
| Olympiër          | Onderdeel      | Resultaat      | Prestatie |
| Grieks-Romeins    | Grieks-Romeins | Grieks-Romeins | Grieks-Romeins |
| ----------------- | -------------- | -------------- | --- |
| Andrea Minguzzi   | -84kg (m)      | Goud           | kwalificatie: vrij 1ste ronde: W van FRA Noumonvi: 3-1 kwartfinale: W van RUS Mishin: 3-1 halve finale: W van SWE Abrahamian: 3-1 finale: W van HUN Fodor: 3-1 |
| Daigoro Timoncini | -96kg (m)      | 11e            | kwalificatie: W van JPN Katō: 3-0 1ste ronde: V van RUS Khushtov: 0-3 herkansingen: V van KAZ Mambetov: 1-3                                                    |

### Zeilen
| Olympiër                                               | Onderdeel        | Resultaat | Prestatie                                  |
| ------------------------------------------------------ | ---------------- | --------- | ------------------------------------------ |
| Fabian Heidegger                                       | RS:X (m)         | 20e       | 138 punten: (14-12-8-17-18-13-18-24-21-17) |
| Diego Romero                                           | laser (m)        | Brons     | 75 punten: (6-3-5-36-10-15-11-9-10-6)      |
| Andrea Trani Gabria Zandona                            | 470 (m)          | 6e        | 91 punten: (10-4-7-7-2-21-19-6-29-5-10)    |
| Diego Negri Luigi Viale                                | star (m)         | 10e       | 92 punten: (13-8-12-7-11-7-7-6-13-5-16)    |
|                                                        |                  |           |                                            |
| Alessandra Sensini                                     | RS:X (v)         | Zilver    | 40 punten: (6-2-9-1-28-3-2-2-5-8-2)        |
| Larissa Nevierov                                       | laser radial (v) | 19e       | 124 punten: (17-15-22-9-11-13-16-24-21)    |
| Giulia Conti Giovanna Micol                            | 470 (v)          | 5e        | 75 punten: (14-7-6-3-6-11-4-19-12-6-6)     |
| Chiara Calligaris Giulia Pignolo Francesca Scognamillo | yngling (v)      | 15e       | 74 punten: (15-14-13-9-8-9-7-14)           |
|                                                        |                  |           |                                            |
| Giorgio Poggi                                          | finn             | 11e       | 74 punten: (17-7-14-21-6-12-9-9)           |
| Gianfranco Sibello Pietro Sibello                      | 49er             | 4e        | 66 punten: (3-9-1-1-6-9-3-8-12-17-3-3-8)   |
| Edoardo Bianchi Francesco Marcolini                    | tornado          | 7e        | 74 punten: (15-9-4-2-8-4--6-11-8-6-16)     |

### Zwemmen
| Olympiër                                                                           | Onderdeel             | Resultaat | Prestatie                                                                                  |
| ---------------------------------------------------------------------------------- | --------------------- | --------- | ------------------------------------------------------------------------------------------ |
| Alessandro Calvi                                                                   | 50m vrije slag (m)    | 28e       | serie 9: 4de in 22,50                                                                      |
| Christian Galenda                                                                  | 100m vrije slag (m)   | 12e       | serie 8: 6de in 48,55 halve finale 1: 6de in 48,47                                         |
| Filippo Magnini                                                                    | 100m vrije slag (m)   | 9e        | serie 7: 3de in 48,30 halve finale 2: 4de in 48,11                                         |
| Emiliano Brembilla                                                                 | 200m vrije slag (m)   | 11e       | serie 6: 4de in 1.47,04 halve finale 1: 4de in 1.47,70                                     |
| Massimiliano Rosolino                                                              | 200m vrije slag (m)   | 28e       | serie 7: 8ste in 1.48,76                                                                   |
| Federico Colbertaldo                                                               | 400m vrije slag (m)   | 11e       | serie 3: 4de in 3.45,28                                                                    |
| Massimiliano Rosolino                                                              | 400m vrije slag (m)   | 13e       | serie 4: 5de in 3.45,57                                                                    |
| Federico Colbertaldo                                                               | 1500m vrije slag (m)  | 10e       | serie 4: 4de in 14.51,44                                                                   |
| Samuel Pizzetti                                                                    | 1500m vrije slag (m)  | 17e       | serie 4: 6de in 15.07,02                                                                   |
| Mirco di Tora                                                                      | 100m rugslag (m)      | 15e       | serie 6: 5de in 54,39 halve finale 1: 8ste in 54,92                                        |
| Damiano Lestingi                                                                   | 100m rugslag (m)      | 18e       | serie 3: 3de in 54,78                                                                      |
| Mattia Aversa                                                                      | 200m rugslag (m)      | 25e       | serie 5: 8ste in 2.00,25                                                                   |
| Damiano Lestingi                                                                   | 200m rugslag (m)      | 11e       | serie 4: 4de in 1.58,53 halve finale 1: 5de in 1.58,25                                     |
| Alessandro Terrin                                                                  | 100m schoolslag (m)   | DSQ       | serie 6: gediskwalificeerd                                                                 |
| Paolo Bossini                                                                      | 200m schoolslag (m)   | 8e        | serie 5: 1ste in 2.08,98 halve finale 1: 3de in 2.09,95 finale: 8ste in 2.11,48            |
| Loris Facci                                                                        | 200m schoolslag (m)   | 7e        | serie 7: 2de in 2.09,12 halve finale 2: 4de in 2.09,75 finale: 7de in 2.10,57              |
| Mattia Nalesso                                                                     | 100m vlinderslag (m)  | DNS       | serie 4: niet gestart                                                                      |
| Niccolò Beni                                                                       | 200m vlinderslag (m)  | 20e       | serie 4: 6de in 1.56,99                                                                    |
| Alessio Boggiatto                                                                  | 200m wisselslag (m)   | 12e       | serie 5: 3de in 1.58;80 halve finale 2: 6de in 1.59,77                                     |
| Alessio Boggiatto                                                                  | 400m wisselslag (m)   | 4e        | serie 2: 2de in 4.10,68 finale: 4de in 4.12,16                                             |
| Luca Marin                                                                         | 400m wisselslag (m)   | 5e        | serie 4: 2de in 4.10,22 finale: 5de in 4.12,47                                             |
| Alessandro Calvi Christian Galenda Filippo Magnini Michele Santucci                | 4x100m vrije slag (m) | 4e        | serie 2: 2de in 3.12,65 finale: 4de in 3.11,48 (NR)                                        |
| Marco Belotti Emiliano Brembilla Nicola Cassio Massimiliano Rosolino               | 4x200m vrije slag (m) | 8e        | serie 1: 1ste in 7.07,84 (NR) finale: 4de in 7.05,35 (NR)                                  |
| Mirco di Tora Filippo Magnini Mattia Nalesso Alessandro Terrin                     | 4x100m wisselslag (m) | DSQ       | serie 2: 5de in 3.34,32 finale: gediskwalificeerd                                          |
|                                                                                    |                       |           |                                                                                            |
| Cristina Chiuso                                                                    | 50m vrije slag (v)    | 34e       | serie 10: 8ste in 25,74                                                                    |
| Maria Laura Simonetto                                                              | 100m vrije slag (v)   | 42e       | serie 4: 8ste in 56,72                                                                     |
| Federica Pellegrini                                                                | 200m vrije slag (v)   | Goud      | serie 6: 1ste in 1.55,45 (WR) halve finale 2: 1ste in 1.57,23 finale: 1ste in 1.54,82 (WR) |
| Federica Pellegrini                                                                | 400m vrije slag (v)   | 5e        | serie 6: 1ste in 4.02,19 (OR) finale: 5de in 4.04,56                                       |
| Alessia Filippi                                                                    | 800m vrije slag (v)   | Zilver    | serie 5: 1ste in 8.21,95 finale: 2de in 8.20,23                                            |
| Federica Pellegrini                                                                | 800m vrije slag (v)   | DNS       | serie 3: niet gestart                                                                      |
| Romina Armellini                                                                   | 100m rugslag (v)      | 26e       | serie 4: 3de in 1.02,21                                                                    |
| Roberta Panara                                                                     | 100m schoolslag (v)   | 22e       | serie 4: 1ste in 1.08,90                                                                   |
| Ilaria Bianchi                                                                     | 100m vlinderslag (v)  | DSQ       | serie 4: 2de in 58,12 halve finale 2: gediskwalificeerd                                    |
| Paola Cavallino                                                                    | 200m vlinderslag (v)  | 20e       | serie 3: 5de in 2.10,46                                                                    |
| Alessia Filippi                                                                    | 400m wisselslag (v)   | 5e        | serie 3: 2de in 4.35,11 finale: 5de in 4.34,34 (NR)                                        |
| Cristina Chiuso Erika Ferraioli Federica Pellegrini Maria Laura Simonetto          | 4x100m vrije slag (v) | 10e       | serie 1: 6de in 3.40,42                                                                    |
| Alice Carpanese Alessia Filippi Federica Pellegrini Renata Spagnolo Flavia Zoccari | 4x200m vrije slag (v) | 4e        | serie 2: 2de in 7.53,38 finale: 4de in 7.49,76 (NR)                                        |
| Romina Armellini Ilaria Bianchi Roberta Panara Federica Pellegrini                 | 4x100m wisselslag (v) | 14e       | serie 2: 7de in 4.04,93                                                                    |

Afghanistan · Albanië · Algerije · Amerikaanse Maagdeneilanden · Amerikaans-Samoa · Andorra · Angola · Antigua en Barbuda · Argentinië · Armenië · Aruba · Australië · Azerbeidzjan · Bahama's · Bahrein · Bangladesh · Barbados · België · Belize · Benin · Bermuda · Bhutan · Bolivia · Bosnië en Herzegovina · Botswana · Brazilië · Britse Maagdeneilanden · Bulgarije · Burkina Faso · Burundi · Cambodja · Canada · Centraal-Afrikaanse Republiek · Chili · China · Chinees Taipei · Colombia · Comoren · Congo-Brazzaville · Congo-Kinshasa · Cookeilanden · Costa Rica · Cuba · Cyprus · Denemarken · Djibouti · Dominica · Dominicaanse Republiek · Duitsland · Ecuador · Egypte · El Salvador · Equatoriaal-Guinea · Eritrea · Estland · Ethiopië · Fiji · Filipijnen · Finland · Frankrijk · Gabon · Gambia · Georgië · Ghana · Grenada · Griekenland · Groot-Brittannië · Guam · Guatemala · Guinee · Guinee‑Bissau · Guyana · Haïti · Honduras · Hongarije · Hongkong · Ierland · IJsland · India · Indonesië · Irak · Iran · Israël · Italië · Ivoorkust · Jamaica · Japan · Jemen · Jordanië · Kaaimaneilanden · Kaapverdië · Kameroen · Kazachstan · Kenia · Kirgizië · Kiribati · Koeweit · Kroatië · Laos · Lesotho · Letland · Libanon · Liberia · Libië · Liechtenstein · Litouwen · Luxemburg · Macedonië · Madagaskar · Malawi · Malediven · Maleisië · Mali · Malta · Marshalleilanden · Marokko · Mauritanië · Mauritius · Mexico · Micronesië · Moldavië · Monaco · Mongolië · Montenegro · Mozambique · Myanmar · Namibië · Nauru · Nederland · Nederlandse Antillen · Nepal · Nicaragua · Nieuw-Zeeland · Niger · Nigeria · Noord-Korea · Noorwegen · Oeganda · Oekraïne · Oezbekistan · Oman · Oostenrijk · Oost‑Timor · Pakistan · Palau · Palestina · Panama · Papoea-Nieuw-Guinea · Paraguay · Peru · Polen · Portugal · Puerto Rico · Qatar · Roemenië · Rusland · Rwanda · Saint Kitts en Nevis · Saint Lucia · Saint Vincent en Grenadines · Salomonseilanden · Samoa · San Marino · Sao Tomé en Principe · Saoedi-Arabië · Senegal · Servië · Seychellen · Sierra Leone · Singapore · Slovenië · Slowakije · Soedan · Somalië · Spanje · Sri Lanka · Suriname · Swaziland · Syrië · Tadzjikistan · Tanzania · Thailand · Togo · Tonga · Trinidad en Tobago · Tsjaad · Tsjechië · Tunesië · Turkije · Turkmenistan · Tuvalu · Uruguay · Vanuatu · Venezuela · Verenigde Arabische Emiraten · Verenigde Staten · Vietnam · Wit-Rusland · Zambia · Zimbabwe · Zuid-Afrika · Zuid-Korea · Zweden · Zwitserland
Uitgesloten van deelname: Brunei